# Colonia Luis Donaldo Colosio, Ixtlahuaca
Colonia Luis Donaldo Colosio är en ort i Mexiko, tillhörande kommunen Ixtlahuaca i den västra delen av delstaten Mexiko. Orten hade 189 invånare vid folkräkningen 2010.